# Nguyên Lê
Nguyên Lê (Parijs, 14 januari 1959) is een Amerikaanse jazzgitarist van de wereldmuziek en de jazz van Vietnamese afkomst.

## Biografie
Lê, zoon van de Parijse professor en educatieve wetenschapper Lê Thành Khôi, leerde als autodidact op 15-jarige leeftijd eerst slagwerk, daarna gitaar en elektrische bas. Hij voltooide een studie voor beeldende kunst en filosofie in Parijs. Vanaf 1983 speelde hij met Mario Canonge, later ook met Étienne M’Bappé in de Afro-Caraïbische fusionband Ultramarine. In 1987 werd hij lid van het Franse Orchestre National de Jazz, waarbij hij o.a. speelde met Randy Brecker en Carla Bley. Drie jaar later bracht hij zijn eerste solo-cd Miracles uit. In 1992 verscheen zijn album Zanzibar.
In 1993 was hij gastsolist van de WDR-bigband bij het Jazzpañna-concert en op Vince Mendozas cd Sketches. In hetzelfde jaar nam hij op in het trio Init met André Ceccarelli. Hij speelde vervolgens met Andy Emlers megaoktet, Marc Ducret (Songs from the Sixties) en Michel Portal. In 1994 werd hij in heel Duitsland bekend door het jazzfestival in Berlijn. In 1994 formeerde hij het eigen Nguyên-Lê-Trio en een jaar later verscheen het album Million Waves. In juni 1995 presenteerde hij voor de eerste keren gedeelten van zijn conceptalbum Tales from Vietnam tijdens het festival Halle That Jazz in Parijs.
Het bandproject Maghreb & Friends van Lê werd in 1998 geformeerd, dat zich voornamelijk oriënteerde op Algerije. De band presenteerde haar album in heel Europa tijdens concerten en festivals (Moers, Angoulême, Parijs, Montreux, Rome, Keulen e.a.). Het in de late herfst van 2004 opgenomen album Walking on the Tiger's Tail is in zijn titels en thema's sterk beïnvloed door reflectie in banen van het taoïsme. Voorheen had hij een zware ziekte overwonnen. Hij heeft zijn belevenissen in een filigraan, zwevend klankgebied veranderd. Deze muziek herinnert hier en daar aan concerten van de band Oregon en die van Renaud Garcia-Fons. In 2011 kreeg hij de Prix Django Reinhardt.
Lê is ook te horen op albums van Vince Mendoza, Pierre Louis Garcia, Thierry David, Ray Charles, Claude Nougaro, Michel Portal, Aldo Romano/Louis Sclavis/Henri Texier, Cæcilie Norby, Geir Lysne, Ulf Wakenius, Céline Bonacina, Kudsi Ergüner, Dhafer Youssef, Safy Boutella, Karim Ziad en Panzerballett.

## Muzikale thema's en invloeden
Als jongeling ondervond hij de invloeden van de Europese wereldmuziek-hoofdstad Parijs. Hij had ouders, die de Europese klassieke kamermuziek waardeerden. De traditionele muziek van Vietnam maakte hij zonder academische scholing zelfstandig tot zijn studie-object om naar een versmelting met zijn andere culturele invloeden toe te werken.
In duet met de zangeres Huong Thanh en de multi-instrumentalist Hao Nhien en met bevriende Europese jazzmuzikanten bewerkstelligde hij een onvolprezen cross-over van etnische muziek en jazz. De traditiebanden van de jazz waren voor hem niet genoeg. Daarnaast experimenteerde hij met het funktrio ELB (Erskine / Lê / Benita) en zijn Jimi Hendrix-project in rockende klanken.
Zijn cd Fragile Beauty, die hij in 2007 opnam in duet met Huong Thanh, bezette in het voorjaar van 2008 de bovenste plaatsen in de World Music Charts Europe (April #2, Mai #4).

## Discografie
- 1990: Miracles (Musidisc, met Marc Johnson, Peter Erskine)
- 1992: Zanzibar (Musidisc, met Paul McCandless, Joël Allouche e. a.).
- 1995: Nguyên Lê Trio: Million Waves (met Dieter Ilg en Danny Gottlieb)
- 1996: Tales from Vietnam (met Huong Thanh, Hao Nhien, Paolo Fresu, Trilok Gurtu, Simon Spang-Hanssen, Michel Benita etc.)
- 1997: 3 Trios
- 1998: Maghreb and Friends (met Karim Ziad, Michel Alibo, Bojan Zulfikarpasic, B'net Houariyat, Wolfgang Puschnig, Paolo Fresu, Alain Debiossat, Stefano Di Battista, Mokhtar Samba, Cheb Mami)
- 1999: Huong Thanh: Moon and Wind
- 2000: Bakida (met bassist Renaud Garcia-Fons en drummer Tino di Geraldo e. a.)
- 2001: Erskine – Lê – Benita: E_L_B
- 2002: Purple – Celebrating Jimi Hendrix (met Aïda Khann, Corin Curschellas, Bojan Zulfikarpašić, Meshell Ndegeocello, Michel Alibo, Terri Lyne Carrington, Karim Ziad)
- 2005: Walking on the Tiger's Tail met Paul McCandless, Art Lande, Jamey Haddad
- 2006: Homescape duo's met Paolo Fresu en Dhafer Youssef
- 2007: Huong Thanh und Nguyên Le: Fragile Beauty
- 2008: Erskine – Lê – Benita: Dream Flight met Stéphane Guillaume (tenor- en sopraansaxofoon)
- 2009: Saiyuki (met Mieko Miyazaki, Prabhu Edouard en Hariprasad Chaurasia)
- 2011: Songs of Freedom
- 2012: Jazz Bigband Graz: Urban Folktales (ACT)
- 2014: Celebrating the Dark Side of the Moon (ACT, met Michael Gibbs en de NDR Bigband)
- 2017: Nguyên Lê & Ngô Hồng Quang: Há Nôi Duo (ACT)

- Bibsys: 15019746
- Bibliothèque nationale de France: cb13931904v (data)
- Gemeinsame Normdatei: 134981561
- International Standard Name Identifier: 0000 0000 7839 8574
- Library of Congress Control Number: no00097246
- MusicBrainz: b176956b-aaa9-4bf8-bcf9-fbf728936bd9
- Nationale Bibliotheek van Polen: a0000002807602
- Système universitaire de documentation: 157067041
- Virtual International Authority File: 100316121
- WorldCat: E39PBJfMmjvXGHtm6X9Y3DKTpP